# Чекин, Святослав Игоревич
Чекин Святослав Игоревич (20 января, 1947, Москва — 13 декабря, 1991, Лондон) — режиссёр кино и телевидения, композитор.

## Биография
Родился в Москве, отец — советский киносценарист Игорь Вячеславович Чекин (1908—1970). В 1971 году закончил ВГИК (мастерская С. Герасимова и Т. Макаровой). Работал на Центральном Телевидении СССР; на студии «Экран» снял циклы телевизионных фильмов «Искусство Евгения Мравинского» (1973—1982) и «Искусство Святослава Рихтера» (1975—1982), на протяжении нескольких лет был режиссёром телеверсий фестиваля Святослава Рихтера «Декабрьские вечера», проходившего в ГМИИ им. А. С. Пушкина. По утверждению некоторых источников, Святослав Рихтер себя в России не доверял снимать никому, кроме Чекина. В 1985 году в эфир вышел фильм Чекина «Хроники Святослава Рихтера».
Чекин много занимался джазовой и импровизационной музыкой, работал в кино как композитор. Режиссёр много общался и дружил с джазовыми музыкантами, снимал джазовые концерты и фестивали. Так, для работы над музыкальным рядом сказки-мюзикла «Про кота...» (1985), по мотивам сказки Шарля Перро (сценарий написал поэт Давид Самойлов), он пригласил пианиста Игоря Бриля и гитариста Виталия Розенберга. На телевизионной студии «Экран» Чекин выпустил документальные фильмы «Играем джаз!» (о всесоюзном джаз-фестивале в Тбилиси), «Всего шесть струн» (фильм-концерт гитариста Алексея Кузнецова), «Музыка для ударных» (об ансамбле ударных инструментов под руководством Марка Пекарского), «Джаз в кармане» (о саксофонисте Владимире Чекасине).
Одной из лучших его работ этого периода стал фильм «634 такта Владимира Тарасова», созданный на музыку знаменитого барабанщика из цикла произведений для ударных инструментов «Atto» — «Atto IV»; фильм-монолог, в котором не было произнесено ни единого слова: роль рассказчика режиссёр отдал музыке Тарасова.
Ни одна из джазовых киноработ Чекина с середины 1990-х годов не была показана в эфире отечественных телеканалов. До сих пор все они недоступны на видеоносителях.
В 1991 году Святослав Чекин, начав работать на только что образованном Российском телевидении (РТР), создал первую в истории отечественного ТВ цикловую джазовую телепрограмму «Джаз-Тайм». В подготовке программы участвовали журналисты и музыковеды — Александр Кан, Николай Дмитриев, Дмитрий Ухов, Татьяна Диденко и многие другие. Цикл просуществовал недолго — в конце того же года Святослав Чекин умер в Лондоне, работая над документальным фильмом по заказу виолончелиста Мстислава Ростроповича.

## Фильмография

### Режиссёр
- 1991 — джазовая телепрограмма «Джаз-Тайм»
- 1990 — «Джаз в кармане»
- 1989 — «634 такта Владимира Тарасова»
- 1986 — «Гремучая дюжина»
- 1986 — «Играем джаз!!!»
- 1985 — «Хроники Святослава Рихтера»
- 1985 — «Про кота…»
- 1984 — «Всего шесть струн»
- 1983 — «Декабрьские вечера»
- 1982 — «Музыка Николая Метнера»
- 1981 — «Воспоминания»
- 1979 — «Андрей Эшпай Портрет в музыке»
- 1975 — «Пианист Анатолий Ведерников» (ТО «Экран»)
- 1975—1982 — «Искусство Святослава Рихтера»
- 1973—1982 — «Искусство Евгения Мравинского»

### Композитор
- 1974 — Дочки-матери
- 1976 — Всё дело в брате
- 1975—1983 — Ералаш